# Espinho (freguesia)
Pour les articles homonymes, voir Espinho (homonymie).
Espinho est une paroisse civile portugaise (en portugais : freguesia) de la municipalité d'Espinho dans le district d'Aveiro.

## Géographie
Espinho  est située sur la côte Atlantique, au sud de l'aire métropolitaine de Porto.

## Démographie
Lors du recensement de 2021, la paroisse d'Espinho compte 10 432 habitants. C'est alors la deuxième paroisse la plus peuplée de la municipalité, derrière Anta e Guetim (11 376 habitants).